# Leucobryum uleanum
Leucobryum uleanum är en bladmossart som beskrevs av Brotherus 1906. Leucobryum uleanum ingår i släktet Leucobryum och familjen Dicranaceae. Inga underarter finns listade i Catalogue of Life.